# 香港文學
香港文學指自20世紀起香港在特殊歷史和政治背景下發展出的文學。過去香港是英國殖民地，中西文化交流頻繁，而在兩岸分治的背景下，香港也是兩岸接觸的橋樑，旅港、居港及本土的文化界別人士都促進了香港文學的發展。金庸、梁羽生、黄霑、李碧华等都是其中的佼佼者。

## 範疇
詩詞之外，小說戲劇也是文學的重要範疇。香港小說和戲劇（粵劇、電視劇、話劇及電影）蓬勃，唯劇本較少廣為流傳，未能夠如同英國莎士比亞或者中國關漢卿等文學作品普及，唯獨慶幸著名武俠小說與愛情小說有被改編為電視劇與電影，得以持續由1950年代至1960年代跨越2000年普及度知名度提高。
1990年代以後2000年以後，旅遊文學數量日持續增多，也有不少透過現代的網上部落格最終出版成書。各行業背景人士，包括醫護、紀律部隊、航空人員、傳播媒介甚至是外嫁外地香港女士在外國生活等，分享專門見聞。雖則小品文文學、抒情文學、報導文學之文學水平文學價值參差，不過仍然大幅度地擴展香港文學內容範疇。

## 發展
一般追溯香港文學的源頭，大多從中國國共內戰期間南來文人來港後從事文學創作開始。基於歷史的背景，在1927年至1937年間有大批知識分子及文化人士逃避戰亂而南來香港，他們大多抱過客的心態。1949年，第二批重要的南來文人來港，他们当中為數不少留守香港，為香港帶來新的文化景象。由于香港开埠以来，一直奉行自由開放的原则，所以香港文學一向較自由及開放。

### 南來文人時期
直至1950年代，香港文學仍受到南來文人的廣泛影響，這種影響到1970年代才明顯淡化。當中主要包括三方面：
1. 編雜誌及報紙副刊：如馬朗的《文藝新潮》、黃思騁的《人人文學》等，除引進西方文藝消息外，亦為作家提供發布作品的渠道，推動文學發展。
2. 於學院從事教學工作：如於香港大學任教的許地山、於中文大學任教的徐訏等，促進了學院內文學研究的進程。
3. 以創作刺激後輩：如劉以鬯、張愛玲等人的作品，既突破了文學創作的常規，使讀者耳目一新，其廣泛普及也提升了香港市民閱讀文藝作品的水平。

1950年代初，廖恩燾、劉景堂建立「堅社」，是香港的代表詞社之一，成員包括林汝珩、王韶生、曾希穎、湯定華、羅慷烈、張叔儔、張紉詩、陳一峰、區少幹、王季友等人。

### 存在主義
二十世紀五十年代末至六十年代初，香港流行存在主義。存在主義於香港，與於歐洲不同，香港主要以報刊、雜誌發展存在主義。存在主義強調「個人價值」。由於存在主義可於戰後，滿足精神需要，所以於香港流行。
當時，香港之文學雜誌與報刊（例如《好望角》、《文藝新潮》、劉以鬯主編之《香港時報·淺水灣》）大量翻譯存在主義之作品，包括祈克果、沙特、卡繆之作品。一些當時之香港文學雜誌（例如《好望角》）中，有文章詮釋存在主義之著作（例如鍾榮期之《談沙爾特的小說》），並且亦有一些作品（例如小說）彌漫存在主義，例如汶津之《開往嘉義的吉普》、戴天之《化石》、崑南之《大風起兮》。
汶津於《開往嘉義的吉普》中，發展沙特之觀點──「拒絕歷史責任」與「存在之孤獨感」。《開往嘉義的吉普》之主角，意識到自己是自由，並且認為上一代所賦予之歷史責任是強行加上，所以主角則拒絕歷史責任。但是，當拒絕歷史責任之後，主角則變得孤立無援，不知何去何從，失去存在意義。
戴天之《化石》與卡繆之《異鄉人》相似。《異鄉人》中，主角對一切漠不關心，不關心母親逝世，不關心被判死刑。《化石》中，主角從對身邊事物充滿感情，變成不在乎一切，並且認為自己不能融入世界，因此主角成為局外人，就像卡繆對於人處身於世界之觀點──「演員與舞臺之間疏離」。
二十世紀六十年代初之後，香港仍有一些存在主義作品，包括西西與劉以鬯之作品。西西於其小說，例如《東城故事》、《草圖》中，主角都認為「生命似乎沒有意義」。西西認為，此類作品皆屬存在主義。
劉以鬯之小說《對倒》（長篇版）於二十世紀七十年代完成，其於《對倒》中展示出存在主義。當時，香港面臨英國與中國爭奪統治權，前景難測，香港人心靈極空無、焦慮。劉以鬯在《對倒》之第一段形容香港是「無根的樹」、「時間是借來的」、「躺在帆船甲板上的睡狗」，以寫出香港是虛無。《對倒》之男主角常回憶往事消除孤獨，而女主角則常幻想來消除寂寞，展示出現實與人疏離。劉以鬯於《對倒》亦描述了荒謬，例如表達出香港人過於重視物質：炒股、炒樓、賭馬，只着重自己利益，而不幫助其他人。

### 1950至1980年代
時值冷戰時期，香港作為英國殖民地，港府對於本土文化及文學基本上採取不干預的態度，香港文學得以擺脫國家間鬥爭的影響，曾經在香港中文大學出任人文學科教授的李歐梵表示站在自由知識份子的視野，雖然香港當時夾在兩個政權之間，卻形成政治上的邊緣空間，在中國大陸和台灣的政府言論管制下不准談論的，在香港都可以談，可以在報章雜誌論政使香港成為政治上的「公共空間」及「飛地」，香港可在各國文化的邊緣，而不受其中的控制，使香港具有文化上混雜性和超越性，能夠從各種形式的拼湊中創出異彩。

### 1990年代
90年代初，随著電視電影文化普及，流行文化也随之變得現代化，流行讀物亦由以武俠小說的主流而變得現代化，和生活化。
而90年代較有代表性的文學作家有畢華流，梁望峰，喬靖夫等。

### 2000年代初
网络世界开始兴起，网络上也开始出现网络文学，方兴未艾。
文學功能的轉變：
繁忙的都市生活，充滿壓力的工作環境，令大部分窮忙一族喘不過氣，只有生活安穩舒適的人才有參與文化節目的意志。而且，網絡平台的興盛和消費商品的大行其道，閱讀文字變得沒有需要。文學在古代是傳情達意的工具，而文字是傳達資訊的媒介，現在都不需要了，一部有拍攝功能的相機可以取代文字來表達一切，然後上載到網絡平台與朋友分享，又有多姿多采的生活，文學的記錄功能不重要了。如果叫人看文學，還是叫人吃飯和炒樓買股票來得好一些。在金錢掛帥和競爭激烈的商業社會，商業知識比文學來得重要。覺得文學是沒用之物，到電影院看戲可以是一種社交活動，閱讀報章可以了解時事，閱讀消費雜誌可以增加與朋友同事之間的共同話題，至於文學雜誌，則沒有社交功能，不看文學雜誌也沒有影響，文學似乎是一小撮發燒友的嗜好。
幸運的是，愛欣賞文學作品的朋友，市場上仍有一些有心人出版文學雜誌，令文學不死，現時，在書店可購買《字花》，在街上有免費派發的《特寫》，都是較嚴肅的文學，投稿亦有渠道。

## 爭議
1994年，作家鍾偉民多次撰文諷刺香港的學院派及嚴肅作家，批評政府撥款資助運作不公平，引發文學界內外連串筆戰和爭論。
2015年3月，Facebook專頁「墳場新聞」以引述夏志清的方式，撰文諷刺長期受香港藝術發展局資助的文學團體，指政府資助尤如「文學綜援」，作家群體對此各有說法。其後文學雜誌《字花》藝術總監鄧小樺在Facebook回應指藝發局資助制度並不足以讓文學工作者維生，該文引發大量網民回應，掀起新一論的網絡筆戰。

## 文學刊物
- 《香港文學》
- 《香港文藝報》
- 《素葉文學》
- 《香港文學報》
- 《香港文學展顏》
- 《香港音樂文學報》
- 《小說與詩》
- 《讀書人》
- 《打開》
- 《字花》
- 《特寫》
- 《九分壹》
- 《呼吸詩刊》
- 《八方文藝叢刊》
- 《香港戲劇學刊》
- 《現代中文學刊》
- 《圓桌詩刊》
- 《秋螢詩刊》
- 《香港中學生文藝月刊》
- 《大頭菜文藝月刊》
- 《百家文藝雜誌》
- 《工人文藝》
- 《述說者：散文詩與微型小說》
- 《香港詩人》
- 《亙古的永恆》
- 《橄欖葉》詩刊
- 《流派》詩刊
- 《女也》文學
- 《香港作家》2020年改作電子版
- 《香港詩詞文藝刊》
- 《聲韻詩刊》
- 《城市文藝》
- 《五洲華人詩刊》電子版

## 文學網站
- 字蝨
- 港人字講 （页面存档备份，存于）

## 香港文學作品舉隅
| 小說 1951—1960年發表 - 金庸：天龍八部、神鵰俠侶 - 李維陵：魔道 - 馬朗：太陽下的街 - 侶倫：窮巷 1961—1970年發表 - 舒巷城：鯉魚門的霧、太陽下山了 - 劉以鬯：酒徒 - 崑南：地的門 1971-1980年發表 - 也斯：剪紙 - 也斯：養龍人師門 - 西西：我城 - 劉以鬯：對倒 - 吳煦斌：牛 - 鍾玲玲：夏日 1981—1990年發表 - 劉以鬯：打錯了 - 鍾曉陽：停車暫借問 - 鍾曉陽：流年 - 李碧華：胭脂扣 - 顏純鉤：紅綠燈 - 西西：哨鹿 - 也斯：布拉格的明信片 - 陳寶珍：找房子 | 1991—2000年發表 - 吳美筠：我們是那麼接近 - 西西：飛氈 - 也斯：記憶的城市，虛構的城市 - 黃碧雲：其後 - 鍾玲玲：愛蓮說、玫瑰念珠 - 董啟章：安卓珍尼 - 韓麗珠：輸水管森林 - 湯禎兆：變色 - 羅貴祥：慾望肚臍眼 - 余非 (香港作家)：天不再空 - 辛其氏：紅格子酒舖 - 陳慧：拾香紀 - 關麗珊：燃燒在冰冷都市的愛 - 林蔭：九龍城寨煙雲 | 2001—2010年發表 - 西西：白髮阿娥及其他 - 鍾玲玲：生而為人 - 謝曉虹：好黑 - 韓麗珠：寧靜的獸、風箏家族 - 王貽興：無城有愛、一半的房子‧一半的他 - 王良和：魚咒 - 陳汗：滴水觀音 - 袁兆昌：拋棄熊 - 董啟章：天工開物．栩栩如真、時間繁史．啞瓷之光 - 黃碧雲：無愛紀、沉默．暗啞．微小 - 潘國靈：失樂園、愛琉璃 - 吳美筠：愛情卡拉OK、雷明9876 - 譚劍：黑夜旋律 散文 - 魯迅：老調子已經唱完 - 也斯：也斯的香港 - 吳煦斌：看牛集 - 鍾玲玲：我不燦爛、解咒的人 - 葉輝：吃盡人間煙火、書到用時、親密閃光 - 適夷：香港的憂鬱 - 羅曼：病和孩子們 - 丘世文：重拾本港飛仔生活片段 新詩 - 戴望舒：我用殘損的手掌、獄中題壁 - 也斯：北角渡海碼頭 - 鍾玲玲：我的燦爛 - 吳美筠：第四個上午、時間的靜止 戲劇 |

## 著名作家舉隅
| 散文、小說 - 劉以鬯 - 陶然 - 小思 - 西西 - 也斯 - 舒巷城 - 侶倫 - 董橋 - 黃碧雲 - 董啟章 - 鍾曉陽 - 關麗珊 - 蔡瀾 - 陶傑 - 陳雲 - 陳冠中 - 邁克 - 陳慧 - 吳美筠 - 韓麗珠 - 謝曉虹 - 潘國靈 - 李智良 - 古德明 - 葉愛蓮 - 葉天晴 - 可洛 - 張婉雯 - 黃怡(作家) - 曾繁裕 - 木子 - 莊元生 - 馬家輝 - 許榮輝 - 周潔茹 - 葛亮 - 徐訏 | 武俠小說 - 金庸 - 梁羽生 - 古龍 - 黃易 - 西門丁 - 黃鷹 - 龍乘風 - 喬靖夫 - 周顯 科幻文學 - 倪匡 - 李逆熵 - 譚劍 - 陳浩基 老師作家 - 何紫 - 陳葒 - 阿濃 - 鄭國江 - 林植森 - 畢華流 - 君比 - 鄭立 - 韋婭 | 流行作家 - 金鈴 - 梁科慶 - 陳嘉薰 - 李碧華 - 亦舒 - 張小嫻 - 林燕妮 - 劉天賜 - 黃霑 - 深雪 - 梁望峰 - 倪震 - 邵國華 - 朱茜菲 - 袁兆昌 - 王貽興 - 林詠琛 - 鄭梓靈 - 天航 - 孤泣 - 唐希文 - 張晨 網絡作家 - pizza - 葉天晴 - 院長 |

| 新詩 - 崑南 - 柳木下 - 關夢南 - 葉輝 - 蔡炎培 - 王良和 - 胡燕青 - 黃燦然 - 陳德錦 - 秀實 - 黃國彬 - 陳汗 - 鍾國強 - 鍾偉民 - 張繼征 - 潘國靈 - 廖偉棠 - 陳昌敏 - 吳美筠 - 林琳 - 劉芷韻 - 肇風 - 白蓮達 - 何佳霖 - 禾素 - 雲影 - 招小波 - 恆虹 - 沙浪 | - 周瀚 - 飲江 - 吳燕青 - 冰燕 - 向雲 - 鳳萍 - 木子 - 文榕 - 孫重貴 - 宋子江 - 呂永佳 - 天邊云 - 鄧阿藍 - 鷗外鷗 - 何福仁 - 何達 - 余劍龍 - 劉火子 - 劉祖榮 - 力匡 - 參談 - 古蒼梧 - 嚴杰人 - 康夫 - 戴天 - 戴望舒 - 李國威 - 杜家祁 - 樊善標 | - 洛楓 - 海綿 - 游靜 - 溫健騮 - 王敏 - 禾迪 - 舒非 - 葉維廉 - 葉辭 - 覃權 - 金力明 - 鍾玲玲 - 長隨 - 陳智德 - 陳麗娟 - 雨希 - 馬博良 - 馬若 - 黃楚喬 - 黃茂林 - 黃襄 - 鄧小樺 - 律銘 - 不清 |

## 外部連結
- 香港文學資料庫 （页面存档备份，存于）
- 香港文學書評資料庫
- 發表微型小說/散文的園地 - ＜特寫＞月刊 （页面存档备份，存于）
- 香港本土文學大笪地 （页面存档备份，存于）
- 香港小説網 （页面存档备份，存于）
- 王德威：〈香港情与爱——回归后的小说叙事与欲望 （页面存档备份，存于）〉。
- 黄维樑：〈香港文学语言的“四合语”特色 （页面存档备份，存于）〉。